# Tingsted Å
Tingsted Å er en å der går fra omtrent midten af Falster forbi byen Tingsted for at løbe ud i Guldborg Sund ved Nykøbing Falster.
I 1871-72 sænkede man man vandspejlet i åen med omkring 1 m, og igen i 1950-51 sænkede man den yderligere 1 m.
I sommeren 2011 blev åen gravet dybere flere steder, for at kunne føre de stadig større regnmængder med, så de omkringliggende landområder kunne blive drænet.